# Destructor Ascari
L'Ascari va ser un dels dinou destructors de classe Soldati construïts per a la Regia Marina a finals dels anys trenta i principis dels anys quaranta. Completat a mitjans de 1939, va ser l'últim del primer lot d'una dotzena de vaixells a entrar en servei.

## Disseny i descripció
Els destructors de classe Soldati eren versions lleugerament millorades de la classe Oriani anterior Tenien una longitud entre perpendiculars de 101,6 metres (333 peus 4 polzades) i una eslora de 106,7 metres (350 peus 1 polzada); una mànega de 10,15 metres (33 peus 4 polzades) i un calat mitjà de 3,15 metres (10 peus 4 polzades) i 4,3 metres (14 peus 1 polzades) amb càrrega profunda. El Soldatis va desplaçar 1.830–1.850 tones mètriques (1.800–1.820 tones llargues) amb càrrega normal, i 2.450–2.550 tones mètriques (2.410–2.510 tones llargues) amb càrrega profunda. El seu rol durant la guerra era de 206 oficials i soldats.
L'Ascari estava accionat per dues turbines de vapor Parsons, cadascuna impulsava un eix de l'hèlix utilitzant vapor subministrat per tres calderes Yarrow. Dissenyats per a una potència màxima de 48.000 cavalls de potència (36.000 kW) i una velocitat de 34–35 nusos (63–65 km/h; 39–40 mph) en servei, els vaixells de la classe Soldati van assolir velocitats de 39–39. 40 nusos (72–74 km/h; 45–46 mph) durant les seves proves de mar amb una càrrega lleugera. Portaven prou fuel per donar-los una autonomia de 2.340 milles nàutiques (4.330 km; 2.690 milles) a una velocitat de 14 nusos (26 km/h; 16 mph) i 682 nmi (1.263 km; 785 milles) a una velocitat de 34 nusos (63 km/h; 39 mph).
La bateria principal de l'Ascari constava de quatre canons de 120 mil·límetres (4,7 polzades) de calibre 50 en dues torretes de dos canons, una a davant i a darrere de la superestructura. En una plataforma al mig del vaixell hi havia un canó d'obús d'il·luminació de 120 mil·límetres de calibre 15. La defensa antiaèria del Soldati era proporcionada per vuit canons Breda Model 1935 de 20 mil·límetres (0,8 polzades). Els vaixells estaven equipats amb sis tubs de torpedes de 533 mil·límetres (21 polzades) en dos muntatges triples al mig del vaixell. Tot i que no tenien un sistema de sonar per a tasques antisubmarins, estaven equipats amb un parell de llançadors de càrregues de profunditat. Els vaixells podien portar 48 mines.

## Història
Al començament de la Segona Guerra Mundial formava part del XII Esquadró de Destructors, que incloïa els bessons Lanciere, Carabiniere i Corazziere.
L'11 de juny va ser enviat de patrulla a l'estret de Sicília juntament amb la resta de la XII Esquadra, al XI Esquadró de Destructors (Artigliere, Aviere, Geniere, Camicia Nera), a la III Divisió de creuers pesats Trento, Pola, Bolzano) i els creuers lleugers Attendolo i Duca D’Aosta).
El 7 de juliol, a les 18.40 hores, va salpar d'Augusta juntament amb les unitats seccionals i el creuer pesat Pola, per després unir-se a la resta de la II Esquadró Naval (divisions de creuers I, II, III i VII per un total de 10 unitats i esquadrilles de destructors IX, X, XI i XIII) que, després d'havcer unit a la força de suport per a una operació de comboi a Líbia, s'uní a la I Esquadra per participar en la batalla del cap Stilo del 9 del juny; durant el replegament de la flota italiana en aquell encontre, la XII Esquadra fou enviada, amb els altres, al contraatac de torpedes; en particular, l'Ascari va llançar, cap a les 16.22, un únic torpede contra un creuer, però no va aconseguir colpejar-lo.
Entre el 30 de juliol i l'1 d'agost va oferir escorta indirecta -juntament amb els destructors Bersagliere, Granatiere i Fuciliere de la XIII Esquadrilla, als quals havia estat agregat- als creuers Zara, Fiume, Gorizia, Trento, Da Barbiano, Alberto di Giussano, Eugenio di Savoia, Duca degli Abruzzi, Attendolo, Montecuccoli i els esquadrons destructors IX, XII i XV, amb un total d'11 unitats, a dos combois destinats a Líbia, amb un total de 10 mercants, 4 destructors i 12 torpedineres.
El 5 d'octubre al vespre va embarcar des de Tàrent per escortar dos transports cap a Líbia, juntament amb els tres vaixells del XII Esquadró (operació «CV»), però va tornar al port després de l'albirament de cuirassats anglesos.
A primera hora de la tarda del 26 de novembre va sortir de Messina juntament amb el Lanciere i el Carabiniere i la III Divisió (creuers pesats Trento, Trieste i Bolzano), unint-se després a la resta de l'equip italià que va participar en la inconclusa batalla del Cap Teulada: durant aquest enfrontament, entre les 12.35 i les 12.41 del 27 de novembre, el Lanciere va ser immobilitzat per tres obusos de 152 mm del creuer britànic i l'Ascari el va agafar a remolc, remolcant-lo lentament fins a Càller amb l'ajuda del Carabiniere i l'escorta de la III Divisió.
El 1941 l'Ascari va patir reparacions que van suposar la substitució del canó il·luminador per un cinquè de 120 mm.
A les 5.45 del 24 de febrer d'aquell any va sortir de Palerm juntament amb el seu vaixell germà Corazziere i els creuers Bande Nere i Diaz per oferir escorta indirecta a un comboi cap a Líbia (transports de tropes Esperia, Conte Rosso, Marco Polo i Victoria, destructors Baleno i Camicia Nera, torpedinera Aldebaran), però a les 3.43 hores del dia 25 el Diaz va ser torpedinjat pel submarí britànic Upright i, sacsejat per una violenta explosió, es va enfonsar ràpidament a la posició 34°33' N i 11°45' i: van morir 484 homes.
A les 5.30 del matí del 26 de març de 1941 va sortir de Messina juntament amb el Corazziere i el Carabiniere i la III Divisió de Creuers (Trento, Trieste, Bolzano), que amb diverses altres unitats: el cuirassat Vittorio Veneto, les Divisions de Creuers I ( Zara, Pola, Fiume). ) i VIII (Garibaldi i Duca degli Abruzzi), esquadrons destructors IX (Alfieri, Oriani, Gioberti, Carducci), XIII (Granatiere, Bersagliere, Fuciliere, Alpino), XVI (da Recco, Pessagno) – destinats a participar en l'operació Gaudo, després que va donar lloc a la desastrosa batalla del cap Matapan, que va acabar amb la pèrdua de tota la 1a Divisió i dels destructors Alfieri i Carducci. Durant aquesta batalla els vaixells de la XII Esquadra van participar en l'enfrontament de Gaudo i després van escortar els creuers de la III Divisió durant la retirada italiana, defensant-los amb el seu propi foc antiaeri.
El 30 d'abril de 1941 pertanyia a l'escorta indirecta (amb els creuers pesats Trieste i Bolzano, el creuer lleuger Eugenio di Savoia els destructors Gioberti i Carabiniere) d'un comboi format pels transports Birmania, Marburg, Reichenfels, Rialto i Kybfels navegant des d'Augusta i Messina per a Líbia carregats de subministraments per al Deutsches Afrikakorps (l'escorta directa estava formada pels destructors Euro i Fulmine i els torpediners Castore, Procione i Orione ); tot i que va ser atacat per avions i submarins l'1 de maig, el comboi no va patir cap dany.
A les primeres hores del 24 de maig de 1941 va sortir de Messina juntament amb el Lanciere, el Corazziere i la III Divisió de Creuers (Trieste i Bolzano) per oferir escorta indirecta a un comboi, en ruta Nàpols-Trípoli, compost pels transports de tropes Conte Rosso, Marco Polo, Esperia i Victoria escortats pel destructor Freccia i els torpediners Pegaso, Procione i Orione; a les 20.40, però, el Conte Rosso va ser torpedinat pel submarí HMS Upholder i es va enfonsar en deu minuts, portant-se amb ell 1297 homes
El 25 de juny va sortir de Messina i es va unir a l'escorta indirecta, formada pels creuers Trieste i Gorizia i els destructors Corazziere i Carabiniere, a un comboi format pels transports de tropes Esperia, Marco Polo, Neptúnia i Oceania escortats pels destructors Aviere, Gioberti, Lanciere, Oriani, Geniere i per mercants a la ruta Nàpols-Trípoli: després d'una parada a Tàrent el 27, els vaixells van arribar al seu destí el 29 de juny malgrat alguns atacs aeris (que van causar lleugers danys a l'Esperia).
Del 16 al 18 de juliol va oferir escorta indirecta, juntament amb els creuers Trieste i Bolzano i els destructors Carabiniere i Corazziere, a un comboi format pels transports de tropes Marco Polo, Neptúnia i Oceania en marxa, amb l'escorta dels destructors Gioberti, Lanciere, Oriani,Geniere i de la torpedinera Centauro, a la ruta Tàrent-Trípoli: tots els vaixells van arribar il·lesos a la seva destinació, evitant també un atac del submarí HMS Unbeaten dirigit contra l'Oceania.
L'1 de setembre va ser enviat juntament amb el Lanciere per escortar el vaixell a motor Francesco Barbaro fins a Messina, pertanyent a un comboi a Trípoli, danyat per una torpedinera i agafat a remolc pel destructor Dardo.
El 23 de setembre va col·locar un camp de mines al sud-est de Malta juntament amb les tres unitats del XII Esquadró, amb l'escorta de l'Aviere i del Camicia Nera.
El 24 de setembre va salpar de Palerm juntament amb els creuers lleugers Duca degli Abruzzi i Attendolo, la III Divisió (creuers pesats Trento, Trieste i Gorizia), la resta del XII Esquadró i el X Esquadró de Destructors (Maestrale, Grecale i Scirocco) per interceptar un comboi britànic, sense aconseguir-ho.
El 13 de desembre, a les 19.40 hores, va salpar de Tàrent juntament amb el cuirassat Doria, els creuers Attendolo i Duca d'Aosta i els destructors Aviere i Camicia Nera per donar escorta indirecta a l'operació M 41 (tres combois per a Líbia). compost per 6 vaixells mercants, 5 destructors i un vaixell torpediner), que però va ser arruïnat per atacs submarins, que van enfonsar dos transports (el Fabio Filzi i el Carlo del Greco ) i van danyar seriosament el cuirassat Vittorio Veneto.
El 16 de desembre va donar cobertura estreta -juntament amb Aviere i Camicia Nera, el cuirassat Duilio i els creuers Duca d'Aosta, Attendolo i Montecuccoli - a una operació de comboi per a Líbia, el M 42 (que va fer servir un total de 4 transports amb 14.770 tones de subministraments i 212 soldats a bord, 7 destructors i un vaixell torpediner), es van concloure amb èxit.
A les 18.50 del 3 de gener de 1942 va sortir de Tàrent juntament amb els destructors Carabiniere, Alpino, Aviere, Pigafetta, Geniere, Da Noli i Camicia Nera, els creuers pesats Trento i Gorizia i els cuirassats Littorio, Cesare i Doria per donar escorta indirecta a l'operació M 43 (tres combois a Líbia amb un total de 6 vaixells mercants, 6 destructors i 5 torpeders al mar): tots els vaixells mercants van arribar al seu destí el 5 de gener i a les 17.00 d'aquell dia el grup Littorio, inclòs l'Ascari, va tornar a Tàrent.
El 22 de gener va formar part de l'escorta indirecta (juntament amb el cuirassat Duilio i els destructors Pigafetta, Oriani i Scirocco ) del T. 18 (un comboi format pel transport de tropes Victoria -que va sortir de Tàrent- i els carguers Ravello, Monviso, Monginevro i Vettor Pisani -que van sortir de Messina-, amb l'escorta dels destructors Vivaldi, Malocello, Da Noli, Aviere ), Geniere i Camicia Nera i dels torpediners Orsa i Castore). Després d'un primer i infructuós atac aeri que va tenir lloc la tarda del 23 de gener, a les 17.25 del mateix dia altres tres torpediners van atacar el comboi i un d'ells va immobilitzar el Victoria. Entre les 18.40 i les 18.45, mentre estaven en marxa les operacions de remolc del vaixell, van arribar quatre torpediners més (dividits en dos parells): l' Ascari va aconseguir abatre un d'ells, però el Victoria de nou va ser tocat i es va enfonsar en un quart de una hora 'hora; 1064 dels 1455 homes a bord van ser rescatats
A les 16 hores del 21 de febrer de 1942 va partir de Tàrent amb els destructors Aviere, Geniere i Camicia Nera i el cuirassat Duilio i va fer escorta indirecta a l'operació «K 7» (dos combois amb 5 cargueros, un camió cisterna, 10 destructors i 2 torpeders). tots es dirigien a Trípoli)
A la mitjanit del 21 de març, la unitat, juntament amb els destructors Grecale, Aviere i Oriani, va sortir de Tàrent juntament amb el cuirassat Littorio, prenent part aleshores en la inconclusa segona batalla de Sirte, en la qual però no va tenir un paper significatiu.
També l'any 1942 l'Ascari va ser sotmès a altres treballs que van veure la càrrega de dues metralladores de 20 mm i, posteriorment, d'un ecogoniòmetre.
A les 16.30 hores del 13 de juny va sortir de Càller adjunt a la X Esquadrilla de Destructors ( Oriani, Gioberti, Premuda), per atacar – conjuntament amb la VII Divisió de creuers (Montecuccoli i Eugenio de Savoia) i de la XIV Esquadrilla de destructors (Vivaldi, Zeno i Malocello) el comboi britànic Harpoon com a part de la batalla de mitjans de juny. A l'inici de la lluita l'Ascari, l'Oriani i el Premuda (el Gioberti havia tornat per una avaria del motor, igual que el Zeno) estaven al capdavant de la formació, i a les 5.40 del dia 14 obrien foc des de 19.000 metres contra els destructors britànics Bedouin i Partridge. A les 5.50 una de les dues unitats (no se sap quina) va colpejar el Bedouin, després, entre les 6.07 i les 6.09, van disparar contra els destructors Marne i Matchless, sense colpejar-los; durant tot el matí els Ascari van disparar al voltant de noranta obusos A les 6.17 l'Ascari, l'Oriani i el Premuda van ser enviats a rescatar el Vivaldi, que va quedar immobilitzat i incendiat a causa d'un obús britànic. A les 9.49 l'Ascari i l'Oriani van ser atacats sense èxit pels torpediners Bristol Beaufort, i més tard es van incorporar a la VII Divisió Cap a les 12.35 els dos caces van tornar a obrir foc contra el Bedouin i el Partridge, mentre que a les 12.57, després d'haver-se separat de la VII Divisió, van obrir foc des de 12.000 metres contra el petrolier Kentucky, danyat per l'aviació. Després d'haver-se reunit amb els creuers, a les 13.20 van ser enviats cap al Bedouin, que va ser acabat poc després per un torpediner S.M. 79 “Sparviero”. L'Ascari i l'Oriani van unir el seu foc d'artilleria (l'Oriani fins i tot amb un torpede), juntament amb avions italo-alemanys, acabant amb el Kentucky i el vapor Burdwan, tots dos ja greument danyats per l'aviació Durant tota la lluita, els Ascari van disparar 188 obusos de 120 mm
El 30 de novembre va dur a terme, juntament amb els destructors Maestrale i Grecale, una missió de minatge a l'estret de Sicília; mentre tornava d'aquesta missió va ser destinat, conjuntament amb la resta de la X Esquadrilla (a la que havia estat agrupat), a feforçar l'escorta del comboi B (de Nàpols a Tunísia) amb els vapors Achille Lauro, Campania, Menes i Lisboa, amb l'escorta original de les torpedineres Sirio, Orione, Groppo i Pallade als quals es va unir després un altre torpinera, l'Uragano), que va ser retornat, però, a port. en escoltar la notícia de la sortida al mar de la Força Q britànica (creuers lleugers Aurora, Sirius i Argonaut, destructors Quentin i HMAS Quiberon), que després, la nit del 2 de desembre, van interceptar i destruir el comboi H que, en canvi, havia estat forçat a continuar.
La nit entre el 23 i el 24 de març de 1943, sota el comandament del capità de fragata Mario Gerini va deixar Palerm com a cap de formació d'un grup de destructors (Malocello, Pancaldo i Camicia Nera) que havien de transportar tropes alemanyes a Tunis; els altres tres vaixells, que van sortir de Pozzuoli, es van unir als Ascari el matí del 24. A les 7:18 del 24 de març, mentre navegava a 27 nusos en un curs en ziga-zaga no gaire lluny del cap Bon, el Malocello va impactar contra una mina i es va aturar amb greus danys. El comandant Gerini va ordenar al Pancaldo i al Camicia Nera que continuïn cap al seu destí (on van arribar il·lesos), mentre que l'Ascari es van aturar per ajudar Malocello; el vaixell va arribar al costat de la unitat danyada i va començar a transferir tripulació i tropes, però el sistema "TAG" va detectar un torpede, forçant l'Ascari a accelerar i allunyar-se del Malocello ; després de llançar vuit càrregues de profunditat, el vaixell va tornar cap al destructor moribund, però va colpejar una mina que va provocar que la zona de proa es separés. Mentrestant, a les 8.45 h, el Malocello s'enfonsava, bolcant i trencant-se en dos. L'Ascari va aguantar els danys i va poder romandre a la zona: durant cinc hores, mentre les llanxes a motor del destructor anaven i tornaven recuperant els supervivents del vaixell enfonsat, a bord de l'Ascari van treballar per reforçar les mampares, alliberar els homes atrapats a les plaques de la proa, mantenint la maquinària en marxa, refrescant els ferits i nàufrags, troben la posició dels camps de mines ; molts cantaven cançons patriòtiques. Aleshores, mentre el destructor anava cap enrere per apropar-se a altres basses, va colpejar una mina que va treure la popa fins a la sala dels oficials Amb la unitat ara reduïda a un naufragi a la deriva, tots els homes estaven reunits a coberta; alguns avions llançaven balses, que eren arrossegades pel vent A les 13.00, l' Ascari va colpejar una tercera mina al mig del vaixell i, abandonat per la tripulació, es va enfonsar ràpidament trencat en dos: la nau es va enfonsar a les 13:12, a unes 25 milles al nord de Zambretta (Tunísia) i 28 al nord del cap Bon.
Quatre hores després de l'enfonsament, uns MAS que partien de Bizerta i Pantelleria van rescatar els supervivents dels dos vaixells: 96 oficials i mariners de les tripulacions (de 489) i un centenar de soldats alemanys (de 650).
El comandant Gerini i 193 oficials, suboficials i mariners de l'Ascari van desaparèixer al mar (hi va haver 53 supervivents), així com uns quants centenars de soldats alemanys.

### Comandants
- Capitano di fregata Ubaldino Mori Ubaldini - 6 de maig de 1939-1940
- Capitano di fregata Sabato Bottiglieri -10 de juny de 1940 - gener de 1941)
- Capitano di fregata Marco Calamai - gener - de desembre de 1941
- Capitano di fregata Antonio Guerra - gener - 14 de març de 1942
- Capitano di fregata Teodorico Capone - 15 de març de 1942 - març de 1943
- Capitano di fregata Mario Gerini (+) (març de 1943)